# Пауза (музыка)
Па́уза (греч. παυσις — прекращение, перерыв) — временное молчание, перерыв в звучании музыкального произведения в целом или какой-либо его части или отдельного голоса. Также паузой называют знак, обозначающий длительность этого молчания.

## Простые паузы
Длительность паузы измеряется так же, как и длительность отдельных звуков:
| Пауза | Русское название        | Итальянское название | Длительность                     |
| ----- | ----------------------- | -------------------- | -------------------------------- |
|       | Максима (8 целых)       | Massima              | {\displaystyle 8}                |
|       | Лонга (4 целых)         | Lunga                | {\displaystyle 4}                |
|       | Бревис (двойная целая)  | Breve                | {\displaystyle 2}                |
|       | Целая (семибревис)      | Semibreve            | {\displaystyle 1}                |
|       | Половинная              | Minima               | {\displaystyle {\frac {1}{2}}}   |
|       | Четвертная              | Semiminima           | {\displaystyle {\frac {1}{4}}}   |
|       | Восьмая                 | Croma                | {\displaystyle {\frac {1}{8}}}   |
|       | Шестнадцатая            | Semicroma            | {\displaystyle {\frac {1}{16}}}  |
|       | Тридцать вторая         | Biscroma             | {\displaystyle {\frac {1}{32}}}  |
|       | Шестьдесят четвёртая    | Semibiscroma         | {\displaystyle {\frac {1}{64}}}  |
|       | Сто двадцать восьмая    | Fusa                 | {\displaystyle {\frac {1}{128}}} |
|       | Двести пятьдесят шестая | Semifusa             | {\displaystyle {\frac {1}{256}}} |

## Составные паузы
Паузы больше бревиса, как и ноты, являются составными. В отличие от составных нот, которые объединяются лигой, составные паузы просто записываются простыми паузами, при выполнении:
1. простые паузы записываются в зависимости от внутритактовой группировки;
2. количество простых пауз должно быть минимальным;
3. составные паузы, большие массимы, записываются оркестровой паузой.

Исходя из вышеуказанных положений, для записи составной паузы могут применяться только разные простые паузы. Например, пауза в семь тактов, записывается последовательностью бревиса (2) лонги (4) и целой (1).

## Оркестровые паузы
Паузы величиной в несколько тактов записываются тактовой (оркестровой) паузой, равной общему количеству пропущенных целых тактов. Оркестровая пауза записывается в виде черты с цифрой над ней, указывающей её продолжительность в тактах.
Оркестровая пауза в основном используется при исполнении многоголосного сочинения (например, оркестрового) нередко встречаются случаи, когда тот или иной голос не востребован в течение нескольких тактов подряд. При изменении во время молчания размера такта или ключевых знаков отсчёт тактовых пауз начинается заново. Одновременная пауза всех участников ансамбля или оркестра, которая длится не менее целого такта, называется генеральной.

## Другие обозначения
Как и для нот, для пауз возможно увеличение длительности с помощью точек, располагаемых справа от знака, либо фермат, расположенных над или под паузой.